# Ödeshögs landskommun
Ödeshögs landskommun var en tidigare kommun i Östergötlands län.

## Administrativ historik
Den 1 januari 1863 började kommunalförordningarna gälla och då inrättades i Ödeshögs socken i Lysings härad i Östergötland denna kommun.
I kommunen inrättades 31 mars 1922 Ödeshögs municipalsamhälle vilket upplöstes med utgången av 1956.
Vid kommunreformen 1952 utökades kommunen genom sammanläggning med Stora Åby landskommun. 1969 uppgick så Alvastra landskommun i denna landskommun som 1971 ombildades till Ödeshögs kommun.
Kommunkod var 0509.

### Kyrklig tillhörighet
I kyrkligt hänseende tillhörde kommunen Ödeshögs församling. Den 1 januari 1952 tillkom Stora Åby församling och den 1 januari 1969 tillkom församlingarna Heda, Rök, Svanshals, Trehörna och Västra Tollstad.

## Kommunvapnet
Blasonering: I rött fält en uppskjutande abbotstav, åtföljd på dexter sida av en uppåtgående måne och på sinister sida av en sexuddig stjärna, alla av guld.
Vapnet fastställdes för Alvastra landskommun 1951 och motivet är hämtat från sigillet för Alvastra klosters abbot under 1300-talet. Vid sammanläggningen av Alvastra och Ödeshögs landskommuner 1969 bidrog Ödeshög med namnet medan Alvastra bidrog med kommunvapnet. Vapnet registrerades i PRV för den nya kommunen 1974.

## Geografi
Ödeshögs landskommun omfattade den 1 januari 1952 en areal av 203,11 km², varav 200,98 km² land.

### Tätorter i kommunen 1960
I Ödeshögs landskommun fanns tätorten Ödeshög, som hade 2 077 invånare den 1 november 1960. Tätortsgraden i kommunen var då 48,3 procent.

## Politik

### Mandatfördelning i Ödeshögs landskommun 1938-1968
| 11 |  | 4 | 5 | 4 |

| 24 |

| 9 | 2 | 7 | 5 | 2 |

| 25 |

| 10 |  | 8 | 4 | 2 |

| 25 |

| 13 | 2 | 11 | 7 | 2 |

| 33 |

| 13 | 10 | 8 | 4 |

| 31 |

| 13 | 11 | 6 | 5 |

| 31 |

| 14 | 10 | 6 | 5 |

| 31 |

| 12 | 10 | 6 | 2 | 5 |

| 30 | 5 |

| 16 | 14 | 4 |  | 5 |

| 34 | 6 |